# نيري دومينغيز
نيري دومينغيز (بالإسبانية: Nery Domínguez)‏ هو لاعب كرة قدم أرجنتيني في مركز الوسط، ولد في 9 أبريل 1990 في روساريو في الأرجنتين. لعب مع روزاريو سنترال.

## وصلات خارجية
- نيري دومينغيز على موقع قاعدة بيانات كرة القدم.إي يو (الإنجليزية)
- نيري دومينغيز على موقع Soccerway.com (الإنجليزية)
- نيري دومينغيز على موقع عالم كرة القدم.نت (الإنجليزية)
- نيري دومينغيز على موقع AS.com (الإسبانية)